# Паучје
Паучје (хрв. Paučje) је насељено место у општини Левањска Варош, Осјечко-барањска жупанија, Хрватска.

## Историја
До територијалне реорганизације у Хрватској било је у саставу старе општине Ђаково.

## Становништво
На попису становништва из 2011. године, Паучје је имало 55 становника.
| Број становника према пописима | Број становника према пописима | Број становника према пописима | Број становника према пописима | Број становника према пописима | Број становника према пописима | Број становника према пописима | Број становника према пописима | Број становника према пописима | Број становника према пописима | Број становника према пописима | Број становника према пописима | Број становника према пописима | Број становника према пописима | Број становника према пописима | Број становника према пописима |
| ------------------------------ | ------------------------------ | ------------------------------ | ------------------------------ | ------------------------------ | ------------------------------ | ------------------------------ | ------------------------------ | ------------------------------ | ------------------------------ | ------------------------------ | ------------------------------ | ------------------------------ | ------------------------------ | ------------------------------ | ------------------------------ |
| 1857.                          | 1869.                          | 1880.                          | 1890.                          | 1900.                          | 1910.                          | 1921.                          | 1931.                          | 1948.                          | 1953.                          | 1961.                          | 1971.                          | 1981.                          | 1991.                          | 2001.                          | 2011.                          |
| 245                            | 335                            | 350                            | 396                            | 450                            | 483                            | 459                            | 541                            | 152                            | 159                            | 160                            | 131                            | 112                            | 89                             | 64                             | 55                             |

### Попис 1991.
На попису становништва из 1991. године, Паучје је имало 89 становника, следећег националног састава:
| Попис 1991.‍ | Попис 1991.‍ | Попис 1991.‍ | Попис 1991.‍ | Попис 1991.‍ |
| ----------- | ----------- | ----------- | ----------- | ----------- |
|             |             |             |             |             |
| Срби        | Срби        |             | 67          | 75,28%      |
| Хрвати      | Хрвати      |             | 17          | 19,10%      |
| Југословени | Југословени |             | 1           | 1,12%       |
| Мађари      | Мађари      |             | 1           | 1,12%       |
| Македонци   | Македонци   |             | 1           | 1,12%       |
| непознато   | непознато   |             | 2           | 2,24%       |
| укупно: 89  |             |             |             |             |

### Попис 1910.
| Паучје                                                                               | Паучје |
| ------------------------------------------------------------------------------------ | --- |
| језик                                                                                | вера |
| укупно: 483 Српски 445 (92,13%) Хрватски 33 (6,83%) Чешки 1 (0,20%) остали 4 (0,82%) | <div style="border:solid transparent;position:absolute;width:100px;line-height:0;<div style="border:solid transparent;position:absolute;width:100px;line-height:0; укупно: 483 Православци 449 (92,96%) Римокатолици 34 (7,03%) - (-%) |